# Oedaspis hardyi
Oedaspis hardyi är en tvåvingeart som beskrevs av Allen L.Norrbom 1999. Oedaspis hardyi ingår i släktet Oedaspis och familjen borrflugor. Inga underarter finns listade i Catalogue of Life.